# Cementerio protestante (Santander)
43°27′30.19″N 3°50′14.46″O / 43.4583861, -3.8373500
El cementerio protestante, también denominado cementerio británico, cementerio de los Ingleses o cementerio de Cazoña, es un cementerio situado en la calle Cardenal Herrera Oria, en el barrio de Cazoña de Santander (Cantabria, España). El camposanto es una de las escasas muestras de patrimonio protestante en España. En él se encuentra el monumento funerario en homenaje a la Legión de Marinos Británicos, que fue trasladado hasta allí desde el antiguo cementerio de San Fernando. Es este el único vestigio de la estancia en Santander de la Legión Auxiliar Británica en 1835.

## Historia

### Antecedentes y orígenes del camposanto
Existen, documentadas desde el siglo XIV y especialmente desde el XVIII, relaciones entre la ciudad y el puerto de Santander con súbditos británicos, debidas a la estancia de técnicos, ingenieros y comerciantes de esa nacionalidad en Santander. Por aquel entonces los protestantes no podían descansar en el camposanto católico, ya que se consideraba "tierra sagrada" y estaba prohibido enterrar allí a herejes, ateos o suicidas, o simplemente a personas de otras religiones.
Estas relaciones se basan en su presencia en los astilleros de Guarnizo y otras industrias (fábrica de loza, de cerveza, refinería de azúcar, etc.).
Durante el primer tercio de siglo XIX interviene militarmente la escuadra inglesa en la guerra de la Independencia y una legión británica a causa de la Cuádruple Alianza de 1834 con los consiguientes problemas de alojamiento, asistencia sanitaria y funeraria, surgiendo la necesidad de un cementerio específico, inicialmente autorizado en 1831.
La construcción del Ferrocarril Alar del Rey-Santander (1850-1852) provoca un aumento de técnicos y operarios ingleses, por lo que en 1861 se vuelve a solicitar la creación de un cementerio y se organiza un patronato con este fin, con aportaciones de diversos consulados y de los barcos extranjeros en escala. Al fin, se entierra a la primera persona, (un inspector de ferrocarril) en 1864.

### El cementerio en el siglo XX
A principios de este siglo se realizan las obras definitivas. Tras la Segunda Guerra Mundial, el patronato del cementerio queda constituido por los cónsules de Inglaterra, Alemania, Suecia y Noruega, correspondiendo desde 1961 la gestión del mismo al cónsul de Alemania. Desde 1990 no ha habido nuevos enterramientos en el cementerio, en total 128 personas descansan en él.

### El lugar en la actualidad
Actualmente, el cementerio está cuidado y limpio tras unos años en estado de abandono, encajado entre los bloques del barrio santanderino de Cazoña.